# Elmwood Park (Wisconsin)
Elmwood Park es una villa ubicada en el condado de Racine en el estado estadounidense de Wisconsin. En el Censo de 2010 tenía una población de 497 habitantes y una densidad poblacional de 1.323,4 personas por km².

## Geografía
Elmwood Park se encuentra ubicada en las coordenadas 42°41′30″N 87°49′28″O / 42.69167, -87.82444. Según la Oficina del Censo de los Estados Unidos, Elmwood Park tiene una superficie total de 0.38 km², de la cual 0.37 km² corresponden a tierra firme y (0.69%) 0 km² es agua.

## Demografía
Según el censo de 2010, había 497 personas residiendo en Elmwood Park. La densidad de población era de 1.323,4 hab./km². De los 497 habitantes, Elmwood Park estaba compuesto por el 90.54% blancos, el 4.23% eran afroamericanos, el 0.2% eran amerindios, el 2.41% eran asiáticos, el 0% eran isleños del Pacífico, el 1.81% eran de otras razas y el 0.8% pertenecían a dos o más razas. Del total de la población el 5.03% eran hispanos o latinos de cualquier raza.